# Ein bißchen Frieden
Ein bißchen Frieden – singel niemieckiej piosenkarki Nicole Seibert, wydany w 1982 i umieszczony na jej drugim albumie studyjnym o tym samym tytule. Piosenkę napisali Ralph Siegel i Bernd Meinunger.
Piosenka została nagrana przez Seibert także w językach: angielskim, rosyjskim, francuskim, włoskim, duńskim, niderlandzkim.
20 marca 1982 piosenka zwyciężyła w finale koncertu Ein Lied für Harrogate, dzięki czemu reprezentowała Niemcy w 27. Konkursie Piosenki Eurowizji organizowanym w Harrogate. 24 kwietnia zajęła pierwsze miejsce w konkursie po zdobyciu 161 punktów. W 2005 zajęła siódme miejsce w plebiscycie na najlepszą piosenkę w historii Eurowizji, rozegranym podczas koncertu jubileuszowego Gratulacje: 50 lat Konkursu Piosenki Eurowizji z okazji 50-lecia konkursu.

## Covery
Piosenka doczekała się wielu coverów i wersji językowych. Cover utworu nagrał m.in. niemiecki piosenkarz Sebastian Hämer. W 1982 swoją wersję nagrała holenderska piosenkarka Angelique, docierając na 1. miejsce listy przebojów w Holandii i na 20. miejsce w Belgii. Polską wersję piosenki nagrała Eleni („Troszeczkę ziemi, troszeczkę słońca”), czeską – Jaromír Mayer („Jsme děti slunce”), chorwacką – Ana Štefok („Malo mira”), duńską – Susanne Lana („En smule fred”), fińską – Katri Helena („Vain hieman rauhaa”), a szwedzką – Stefan Borsch („En liten fågel”).

## Lista utworów
Singel 7″
1. „Ein bißchen Frieden” – 3:02
2. „Thank You, Merci, Danke” – 2:47

Singel 12″ (Medley)
1. „Ein bißchen Frieden” – 1:53
2. „A Little Peace” – 0:52
3. „La paix sur terre” – 0:53
4. „Een beetje vrede” – 0:17
5. „Un poco de paz” – 0:33
6. „Thank You, Merci, Danke (dt. Version)” – 1:32
7. „Thank You, Merci, Danke (engl. Version)” – 0:43
8. „Thank You, Merci, Danke (franz. Version)” – 0:43
9. „Thank You, Merci, Danke (holl. Version)” – 0:37

Singel CD (2003)
1. „Ein bißchen Frieden” – 3:00
2. „Ein bißchen Frieden” (Millennium Version) – 3:32
3. „Ein bißchen Frieden” (Multivocal Version) – 4:27

## Notowania na listach przebojów
| Lista (1982)              | Pozycja |
| ------------------------- | ------- |
| Austria                   | 1       |
| Belgia (Flandria)         | 1       |
| Holandia (Dutch Top 40)   | 1       |
| Holandia (Single Top 100) | 1       |
| Niemcy                    | 1       |
| Norwegia                  | 1       |
| Szwajcaria                | 1       |
| Szwecja                   | 1       |
| Wielka Brytania           | 1       |